# The Colours of My Father: A Portrait of Sam Borenstein
The Colours of My Father: A Portrait of Sam Borenstein ist ein kanadischer Dokumentarfilm aus dem Jahr 1992. 

## Handlung
Der Film porträtiert das Leben des aus Litauen stammenden kanadischen Malers Sam Borenstein (1908–1969), der für seine Stadtansichten und Landschaftsbilder bekannt war.

## Auszeichnungen
1993 wurde der Film in der Kategorie Bester Dokumentar-Kurzfilm für den Oscar nominiert.
Bei der Verleihung des Genie Award, dem wichtigsten kanadischen Filmpreis, gewann er den Preis für den besten Dokumentar-Kurzfilm.

## Hintergrund
Regisseurin Joyce Borenstein, die Tochter des Malers, inszenierte den Film mit Hilfe von Animationen.